# 仁崇字母
仁崇字母是一種元音附標文字，用以書寫馬來語，十三世紀時於蘇門答臘中部被發明，當地語言中稱做Surat Ulu。研究表明，這些字母與古代柬埔寨人的字母有關。